# Kasztíliai Mária aragóniai királyné
Kasztíliai Mária (Segovia, Kasztília, 1401. szeptember 14. – Valencia, 1458. szeptember 7.), spanyol: María de Castilla, katalán: Maria de Castella, olaszul: Maria di Trastamara, kasztíliai és leóni királyi hercegnő, két alkalommal a Kasztíliai Királyság trónörököse és ezzel együtt az Asztúria hercegnője cím birtokosa, Aragónia, Valencia, Szardínia, Szicília és Nápoly, valamint Mallorca királynéja és Barcelona grófnéja. A Trastámara-ház kasztíliai királyi ágának a tagja. A nápolyi Anjouk révén címei között szerepelt a Magyarország királynéja titulus is.

## Élete
III. Henrik kasztíliai király és Lancasteri Katalin angol királyi hercegnő elsőszülött gyermeke. Születésétől (1401) öccse, János világra jöttéig (1405), valamint öccse trónra léptétől (1406) unokahúgának, Katalinnak a megszületéséig (1422) Kasztília trónörököse volt, és ezzel egy időben elnyerte az Asztúria hercegnője címet.
1415. június 12-én Valenciában feleségül ment elsőfokú unokatestvéréhez, Alfonz aragón trónörököshöz. 1415 szeptemberében Alfonz a betegen fekvő apja, I. Ferdinánd aragóniai király nevében az akkor Katalóniához tartozó Perpignanban fogadta az Aragón Korona országaiba érkező Luxemburgi Zsigmondot, aki azért érkezett, hogy a nagy nyugati egyházszakadás megszüntetéséhez megnyerje Hispania urát. Zsigmond 1415. szeptember 21-én szombat délután találkozott az aragón királlyal és a királyi család tagjaival, köztük Máriával is. (a következő szöveg korabeli helyesírással íródott, így némileg eltér a mai változattól): „[...] Zsigmond elbúcsúzva Ferdinándtól, a királynét, leányát és Alfonso herceg feleségét látogatta meg. Beléptekor a királyi hölgyek az ajtóig mentek eléje. Zsigmond nagy tisztelettel köszöntötte őket és karját nyújtva a királynénak, helyéhez vezette. Helyet foglalva megkezdődött a társalgás. Zsigmond latinul beszélt, Alfonso herceg a tolmács szerepét vitte. A társalgás végeztével Zsigmond elbúcsúzott a hölgyektől és Alfonso kíséretében visszatért szállására.”
Ferdinánd király a következő évben meghalt, és 1416. április 22-én Alfonz foglalta el a trónt, Mária pedig az Aragón Korona országainak királynéja lett.
Mivel Mária királynénak nem születtek gyermekei, ezért féltékeny volt férjének ágyasaira és az azoktól született gyermekeire. Vajay Szabolcs kutatásai megerősítik, hogy Alfonznak két Ferdinánd nevű fia volt, egy idősebb Ferdinánd, aki Aragóniai Margittól, Híjar (katalánul: Híxar) bárónőjétől született, de mind a kisfiút, mind pedig az édesanyját Mária vízbe fojtatta. V. Alfonz ugyancsak Ferdinánd nevű másodszülött fiának Giraldina Carlino volt az anyja. A történeti források és irodalmak sokszor egybemosták őket, és bizonytalanság volt az anya személye körül. A tévedést éppen az okozta, hogy mindkét gyermeket Ferdinándnak hívták. V. Alfonz örökösénak a származása már életében nagyon sok pletyka forrása volt, és egyesek szerint egészen a királyi családig értek a szálak, mégpedig az aragón királyné húgát, Kasztíliai Katalin villenai hercegnőt, III. Henrik kasztíliai király kisebbik lányát nevezték meg a gyermek anyjának, de ez az újabb kutatások fényében nem állja meg a helyét. Kasztíliai Katalin, aki V. Alfonz kisebb öccsének, Aragóniai Henrik villenai hercegnek volt az első felesége, és ugyanúgy V. Alfonz elsőfokú unokatestére volt, mint a felesége, Mária királyné, egy gyermeket biztosan világra hozott, amely szülés az ő és gyermeke életébe került 1439-ben, de ismereteink szerint ez volt az egyetlen szülése.
V. Alfonz a gyakori távollétei miatt 1432-ben kinevezte feleségét Aragónia kormányzójává az öccsével és törvényes gyermekei híján örökösével, Jánossal együtt, aki a felesége, I. Blanka navarrai királynő révén navarrai király is volt.
Alfonz 1442-ben elfoglalta Nápolyt, és ettől kezdve Nápolyba tette át székhelyét. Ugyan többször is hívta feleségét, hogy jöjjön Nápolyba, Mária nem tett eleget férje kérésének. Alfonz örökölt országaiban, ahol a száli törvény miatt lányok és törvénytelen gyermekek nem örökölhettek, öccse, János volt a trónörökös, de a meghódított országában, Nápolyban a pápa beleegyezésével természetes fiát, Ferdinándot tette meg örökösévé, ami sértette Mária önérzetét.
Alfonz 1458. június 27-én Nápolyban halt meg, Mária csak két hónappal élte túl férjét. 1458. szeptember 7-én halt meg Valenciában. A valenciai Szentháromság kolostorban helyezték örök nyugalomra.